# Chaenorhinum origanifolium
Espèce
Classification phylogénétique
Statut de conservation UICN

 LC  : Préoccupation mineure
La Linaire à feuilles d'Origan (Chaenorhinum origanifolium) est une espèce de plantes herbacées du genre Chaenorhinum et de la famille des plantaginacées (anciennement des scrofulariacées selon la classification classique de Cronquist (1981)).

## Statuts de protection, menaces
L'espèce n'est pas encore évaluée à l'échelle mondiale et européenne par l'UICN. En France elle est classée comme non préoccupante . Elle est considérée  Quasi menacée (NT), proche du seuil des espèces menacées ou qui pourrait être menacée si des mesures de conservation spécifiques n'étaient pas prises, dans la région Rhône-Alpes.

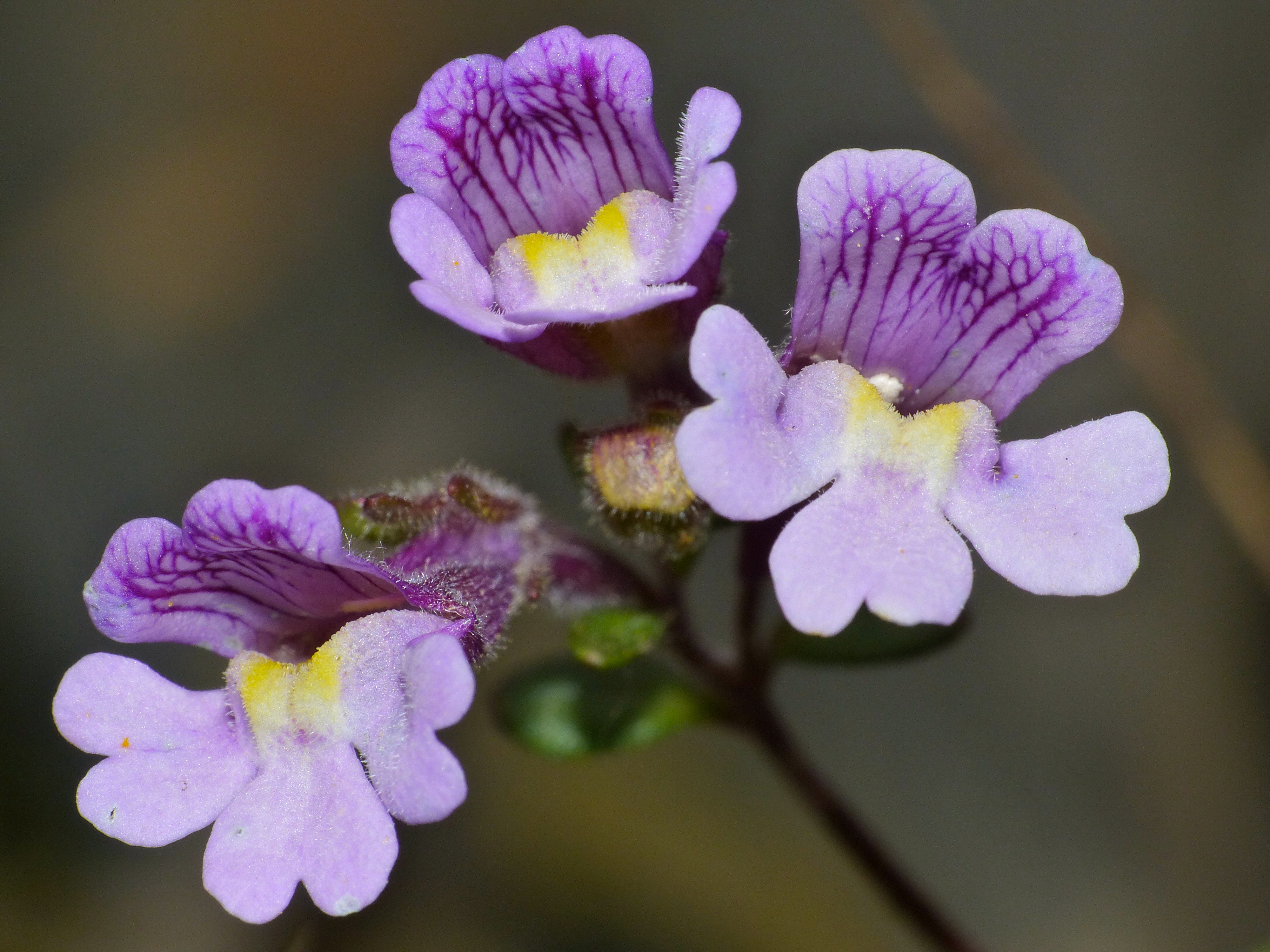
Chaenorhinum origanifolium (Cantabrie, Espagne)